# Xain'd Sleena
Xain'd Sleena, appelé Solar Warrior en Occident, est un jeu d'arcade de type run and gun développé par Technos Japan en 1986. Le jeu a été adapté sur Amiga, Amstrad CPC, Atari ST, Commodore 64, MSX, ZX Spectrum sous le titre Soldier of Light.

## Système de jeu

### Principes de base
Xain est un chasseur équipé d'un scaphandre, turbo réacteur dans les bottes et d'un pistolet laser. Il doit défendre toutes les planètes contre  une invasion de l'empire alien Dristarg.
Il passe de planète en planète. De plus il y a des niveaux où Xain combat avec son vaisseau en Scrolling shooters.
Il y a un boss à tuer à la fin de chaque niveau.
Les noms des planètes sont :
- Cleemalt Soa : un astéroïde sans atmosphère...
- Lagto Soa : planète avec une jungle dense, insecte géant, dinosaure...
- Cleedos Soa : planète désertique avec des vers des sables...
- Kworal Soa: planète océanique avec des poissons, aliens amphibiens ...
- Guwld Soa : planète volcanique ...

(sur la version Atari ST notamment, seules les 3 premières planètes sont présentes)

### Contrôles
Le jeu se joue à un joueur ou deux en alternance. Il y a un bouton saut, un bouton tir, direction haut, bas, gauche, droite. Il faut récupérer un œuf avec un P pour multiplier sa puissance de tir.

## Versions
Le jeu d'arcade est sorti en 1986 au Japon.